# 莫斯利安 (飲料)
莫斯利安是上海光明乳業股份有限公司的酸奶品牌，含有保加利亚乳杆菌，靈感來自保加利亞蒙奇洛夫齊。

## 历史
2008年，光明乳業公司的工作人員來到蒙奇洛夫齊，想要建立酸奶製作業務。
2010年12月，莫斯利安开始生产。截至2015年，其销售额为32.2亿元人民币 ，占光明乳業公司总营业收入的20％。

## 外部連結
- 莫斯利安官方網站 （页面存档备份，存于）
- 光明乳業官方網站 （页面存档备份，存于）
- . The Australian Dairy Farmer. 2015-01-11  [2020-08-09]. （原始内容存档于2015-11-14）.